# Gnamptogenys moelleri
Gnamptogenys moelleri é uma espécie de formiga do gênero Gnamptogenys.